# Helmkrabben
De helmkrabben (Corystidae) zijn een familie uit de infraorde krabben (Brachyura). Van deze familie is slechts één vertegenwoordiger, de helmkrab, algemeen voor de Belgische en Nederlandse kust.

## Systematiek
Er worden in deze familie slechts drie genera onderscheiden: 
- Corystes Latreille, 1802
- Gomeza Gray, 1831
- Jonas Jacquinot & Lucas, 1854